# باستیان تامینگا
باستیان تامینگا (به انگلیسی: Bastiaan Tamminga) (زادهٔ ۹ ژوئن ۱۹۸۱) شناگر اهل هلند است.